# Marzales
Marzales est une commune de la province de Valladolid dans la communauté autonome de Castille-et-León en Espagne.

## Sites et patrimoine
- Église paroissiale San Cristóbal

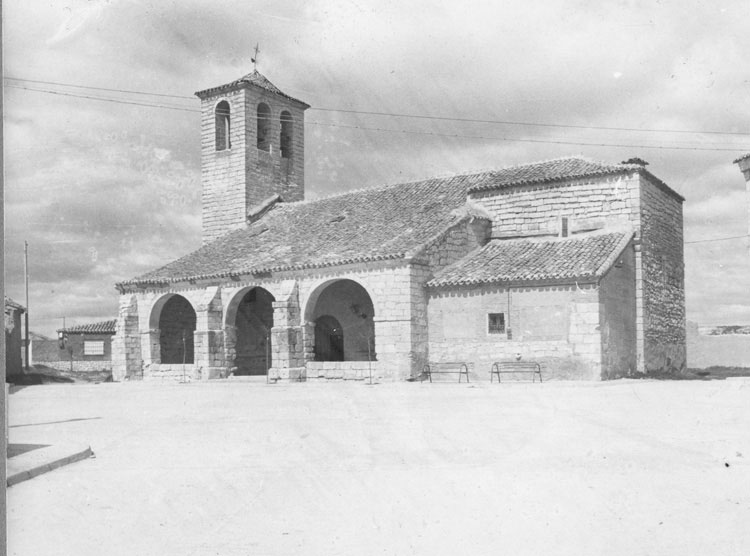
Église San Cristóbal. Fondation Joaquín Díaz.